# Porphyrosela alternata
Porphyrosela alternata är en fjärilsart som beskrevs av Tosio Kumata 1993. Porphyrosela alternata ingår i släktet Porphyrosela och familjen styltmalar.
Artens utbredningsområde är:
- Nepal.
- Taiwan.

Inga underarter finns listade i Catalogue of Life.